# Obwód Garwolin Armii Krajowej
Obwód Garwolin kryp. „Gołąb” – jednostka organizacyjna ZWZ-AK.
Wchodził w skład Inspektoratu Radzymin Armii Krajowej. Obwód obejmował powiat garwoliński. Jego organizatorami byli: kpt. Czesław Benicki ps. „Komar” i chor. Narcyz Witczak-Witaczyński ps. „Kościesza” z 1 psk.

## Żołnierze obwodu
Komendanci obwodu
- por. Zygmunt Żyłka-Żebracki ps. „Żeliwa” (1939–1942)
- mjr. Władysław Szkuta ps. „Marcin”, „Helena” (1942–1944)

Zastępcy komendanta:
- kpt. Czesław Benicki ps. „Komar” (1939–1943)
- kpt. Edward Jóźwicki ps. „Jodła”, „Stańczyk” (1939–1941)

Kapelan – ks. Lucjan Kurzawski (1939–1944)
Partyzanci:
- Marian Bernaciak
- Władysław Jóźwicki
- Ludwik Pudło
- Marian Rzętała